# فريدريك إي. كامب
فريدريك إي. كامب (بالإنجليزية: Frederick E. Camp)‏ هو عسكري أمريكي، ولد في 1 يوليو 1832 في دورهام في الولايات المتحدة، وتوفي في 8 أكتوبر 1891 في ميدلتاون في الولايات المتحدة.